# Archytas sabroskyi
Archytas sabroskyi är en tvåvingeart som beskrevs av Guimaraes 1963. Archytas sabroskyi ingår i släktet Archytas och familjen parasitflugor. Inga underarter finns listade i Catalogue of Life.